# Аскар Токпанов
Аска́р Токпа́нов (каз. Асқар Тоқпанов) — село у складі Ілійського району Алматинської області Казахстану. Адміністративний центр сільського округу Аскара Токпанова.
У радянські часи село називалось «Казахстанський ЦИК», до 2024 року — Казцик.
Населення — 14499 осіб (2021; 7704 у 2009, 3481 у 1999, 2950 у 1989).